# Joan Vergés i Calduch
Joan Vergés i Calduch (Barcelona, 21 de març de 1928 - Barcelona, 24 de febrer de 2014) va ser un poeta català en llengua catalana.
Llicenciat en Medicina el 1956, s'especialitza en psiquiatria i exerceix també com a metge homeòpata. També des de jove segueix la seva vocació poètica i participa en antologies universitàries. Guanya el Premi Poesia Inèdita de Cantonigròs amb Cançons i altres poemes, que s'editaran en el seu primer poemari, Soledat de paisatges, editat per Joaquim Horta el 1959. Amb el poemari El gos, editat el 1965 per Edicions Ariel, guanya el Premi Joan Salvat-Papasseit. El 1968 Joan Vergés guanya el Premi Carles Riba de poesia amb La vida nova, editat el 1970 per Edicions Proa. El 1986 Vergés guanya el premi Ribas i Carreras dels Premis Recull de Blanes amb el seu llibre Com un bosc silenciós, on hi ha alguns dels seus poemes musicats per Lluís Folch per a cantants de formació clássica (Alicia Ferrar, Ziva Aró, Julia Arnó). El 1994 publica el poemari Ara és trist, editat per Mirall de Glaç.
Diversos músics i cantautors lligats a la Nova Cançó s'interessen per la musicalitat dels seus poemes. El guitarrista i cantant Toti Soler inclou al seu disc Liebeslied sis poemes de Vergés. Poc després Joan Manuel Serrat musica amb arranjaments d'Antoni Ros-Marbà el poema "El vell" al seu disc Per al meu amic. Maria del Mar Bonet canta i grava el poema "Comiat a un amor adolescent" el 1993, i el grup eivissenc Uc musica el poema "Provem altra vegada", al seu disc Una ala sobre el mar. Ovidi Montllor versiona "Petita i blanca", musicat abans per Toti Soler, al seu disc Bon vent i barca nova. Potser el més difós és el poema "Em dius que el nostre amor", musicat i gravat per Toti Soler, posteriorment versionat per Maria del Mar Bonet, i també per Quimi Portet al seu disc Hoquei sobre pedres (1997). Marc Parrot enregistra Em dius que el nostre amor (Joan Vergés -Toti Soler) al seu disc 50 anys de la Nova Cançó (2009), i també Ester Formosa i Adolfo Osta enregistren el mateix tema al seu disc La vida, anar tirant (2013).